# Elin Persson
Elin Persson, född 1992, är en svensk socialantropolog och författare. Hon är huvudredaktör på Norrländska litteratursällskapets tidskrift Provins. 
Elin Persson växte upp både  i Lingbo i  Hälsingland och  Ockelbo Hon har studerat bland annat socialantropologi på Stockholms universitet 2014–2017, med en kandidatexamen 2017 och gått författarkurs på Jakobsbergs folkhögskola i Stockholm 2017–2018. Hon började arbeta inom Kriminalvården som utredare 2019. Hon har också arbetat på migrationsverket och på HVB för barn och unga.
Hon debuterade som författare med De afghanska sönerna 2020. För denna fick hon Nordiska rådets pris för barn- och ungdomslitteratur 2021. Hennes andra roman Det är någonting som drar i mig 2021 nominerades till Norrlands litteraturpris 2022.
2023 släpptes hennes tredje roman, Sommaren https://www.wwd.se/bocker/291718/sommaren/
2025 släpptes hennes fjärde roman https://www.wwd.se/bocker/296055/pizzeria-roma/

## Priser och utmärkelser
- 2022 - Nominerad till Norrlands litteraturpris för Det är någonting som drar i mig
- 2021 - Nordiska rådets litteraturpris för De afghanska sönerna